# Banque et caisse d'épargne de l'État

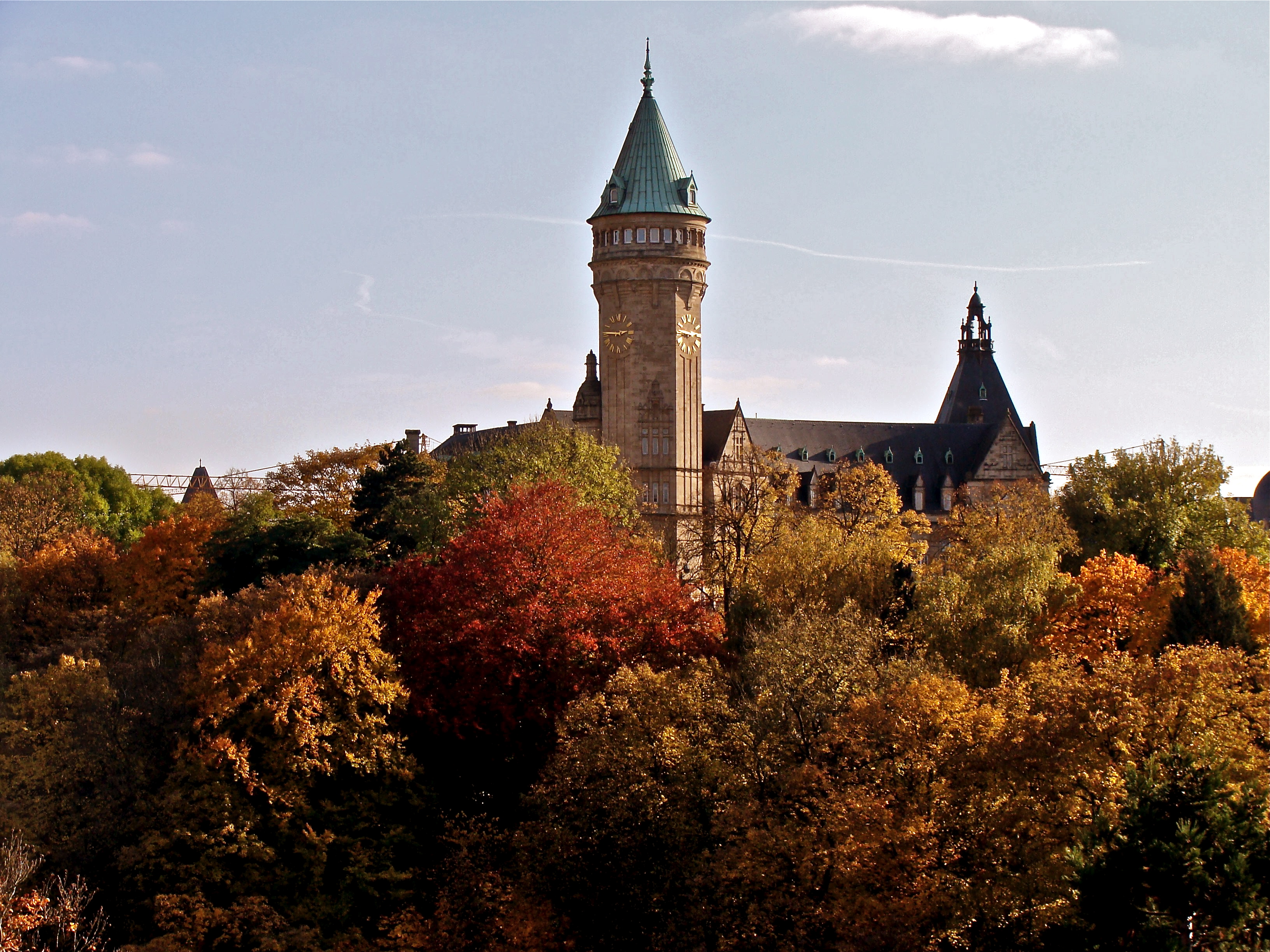
La tour de la Banque et Caisse d'Epargne de l'Etat située dans la vallée de la Pétrusse, à Luxembourg.

La Banque et caisse d'épargne de l'État (abrégée BCEE ou Spuerkeess) est un établissement financier du Luxembourg.
Depuis sa fondation en 1856, la « Banque et Caisse d'Épargne de l'Etat, Luxembourg (Spuerkeess) » a comme unique propriétaire l'État luxembourgeois. Les missions statutaires de la Banque consistent à promouvoir l'épargne, à faciliter l'accès au logement et à soutenir le développement de l'économie nationale.
Le siège de la banque est le palais de la Banque et caisse d'épargne de l'État.